# A kelletlen útitárs
A kelletlen útitárs (eredeti cím: The Homesman) 2014-es amerikai-francia történelmi dráma, amely az 1850-es évek közepén játszódik. A filmet Tommy Lee Jones rendezte, valamint Jones, Kieran Fitzgerald és Wesley Oliver írta a forgatókönyvet a Glendon Swarthout 1988-as azonos című regénye alapján. A főszereplők Tommy Lee Jones, Hilary Swank, Meryl Streep, Grace Gummer, Miranda Otto, Hailee Steinfeld, John Lithgow és James Spader. A film általánosságban többnyire pozitív értékeléseket kapott a kritikusoktól. A Metacritic oldalán a film értékelése 68% a 100-ból, ami 43 véleményen alapul. A Rotten Tomatoeson a Kelletlen útitárs 81%-os minősítést kapott, 147 értékelés alapján.

## Szereplők
| Szereplő                | Színész          | Magyar hang        |
| ----------------------- | ---------------- | ------------------ |
| George Briggs           | Tommy Lee Jones  | Reviczky Gábor     |
| Mary Bee Cuddy          | Hilary Swank     | Kisfalvi Krisztina |
| Arabella Sours          | Grace Gummer     | Dögei Éva          |
| Theoline Belknapp       | Miranda Otto     | Roatis Andrea      |
| Altha Carter            | Meryl Streep     | Bánsági Ildikó     |
| Alfred Dowd tiszteletes | John Lithgow     | Várkonyi András    |
| Tabitha Hutchinson      | Hailee Steinfeld | Pekár Adrienn      |
| Vester Belknap          | William Fichtner | Háda János         |
| Aloysius Duffy          | James Spader     | Németh Gábor       |
| Garn Sours              | Jesse Plemons    | Renácz Zoltán      |